# Oswald von Kutschera-Woborsky
Oswald von Kutschera-Woborsky, vollständig Oswald Kutschera Ritter von Woborsky (* 23. März 1887 in Prag; † 8. April 1922 in Wien) war ein österreichischer Kunsthistoriker.

## Leben
Er war ein Sohn von Wenzel Kutchera von Woborsky (* 1831) und dessen Ehefrau Gabriele, geb. Rilke (1836–1909), einer Cousine von Rainer Maria Rilke. Er studierte Kunstgeschichte an der Universität Wien und war von 1909 bis 1911 außerordentliches Mitglied des Instituts für österreichische Geschichtsforschung. 1911 wurde er bei Max Dvořák promoviert. Am Ende des Ersten Weltkrieges war er für den österreichischen Kunstschutz in Udine und im Friaul tätig.
Sein Hauptforschungsgebiet war die italienische Malerei des Barock, vor allem das Werk von Tiepolo und dessen Sohn Domenico. Zeitlebens kränklich auf Grund einer schweren Zuckerkrankheit starb er schon mit 34 Jahren und konnte sein wissenschaftliches Werk nicht abschließen.
Seine Sammlung von Gemälden und Handzeichnungen, besonders des italienischen Barock, vermachte er dem österreichischen Staat; sie befindet sich heute in mehreren Wiener Museen. Seine Bibliothek und sein schriftlicher Nachlass gelangten an das Kunsthistorische Institut der Universität Wien.

## Veröffentlichungen (Auswahl)
- Der Dom zu Traù. Dissertation Wien 1911
- Sebastiano Riccis Arbeiten für Turin. In: Monatshefte für Kunstwissenschaft 8, 1915, S. 396–408.
- Zu Andrea Pozzos Fresken in Mondovi. In: Monatshefte für Kunstwissenschaft 10, 1917, S. 385–388.
- Tiepolo und Rom. In: Kunstchronik und Kunstmarkt. 54 (NF 30), 1918/19, S. 934–940
- Ein Skizzenbuch des Andrea Brustolon im Museo Civico zu Belluno. In: Kunst und Kunsthandwerk 22, 1919
- Die Fresken der Puritàkapelle in Udine und die Kunst Domenico Tiepolos. In: Jahrbuch der preußischen Kunstsammlungen 41, 1920, S. 148–187.
- Die Wiener Hofburg (= Österreichische Kunstbücher 5). Hölzel, Wien 1920 (Digitalisat).
- Die Neuentdeckung der Tiepolofresken im großen Saal des Kastells zu Udine. In: Repertorium für Kunstwissenschaft 43, 1922